# Alecrim FC
Alecrim Futebol Clube – brazylijski klub z siedzibą w mieście Natal, stolicy stanu Rio Grande do Norte.

## Osiągnięcia
- Mistrz stanu Rio Grande do Norte (6): 1925, 1963, 1964, 1968, 1985, 1986
- Wicemistrz stanu Rio Grande do Norte (8): 1928, 1953, 1962, 1965, 1966, 1970, 1972, 1982
- Torneio Início (4): 1926, 1961, 1966, 1972
- Taça Cidade do Natal (3): 1979, 1982, 1986
- Torneio Incentivo (3): 1976, 1977, 1978

## Historia
Alecrim założony został 15 sierpnia 1915. Obecnie gra w pierwszej lidze (Série A) stanu Rio Grande do Norte (Campeonato Potiguar).